# Body Worlds
Body Worlds (de son nom original en allemand « Körperwelten ») est une exposition itinérante de corps et de parties du corps humains conservés grâce à l’utilisation d'une technique appelée la plastination. Celle-ci permet de révéler les structures anatomiques internes d'un corps. Elle a été inventée en 1977 par Gunther von Hagens, un anatomiste allemand.

La plastination est : 

« un processus d’aspiration qui nous permet de remplacer les liquides corporels par des polymères, telle que le silicone ou encore la résine. Après cela, le spécimen est déshydraté et désarticulé comme un pantin. On peut lui faire prendre une position de vie et on peut littéralement le saisir, ce qui est très utile pour enseigner l’anatomie. - Angelina Whalley, conservatrice des expositions Body Worlds »

Gunther von Hagens se définit comme un artisan en anatomie et ses œuvres ont été vues par plus de 44 millions de personnes en 20 ans.

L'objectif des expositions Body Worlds est de faire découvrir les formes et les fonctions du corps humain aux visiteurs en montrant de véritables corps. Ces spécimens anatomiques peuvent également être utilisés pour des formations médicales. Grâce à cette exposition les visiteurs peuvent comprendre comment fonctionnent les muscles dans différentes positions et comparer des organes sains et malades (exemple : poumons sains et poumons d'un fumeur). L'exposition regroupe environ 200 œuvres : des corps humains entiers, des organes isolés ainsi que des aperçus de l'intérieur du corps. Il y a également des posters et des vidéos explicatives. En somme Body Worlds est une exposition commerciale revendiquant un aspect  éducatif. 

« Nombre de personnes actives dans le champ de la santé apprécient de voir ces corps bien préparés, confirme Marc-Antoine Berthod. Certains individus malades apprécient eux de voir l’impact de la maladie dont ils souffrent sur les organes. Reste qu’il s’agit de corps morts exposés: leur statut dans l’espace public n’est donc pas habituel. On ne sait pas vraiment où sont ces corps en dehors des expositions. Ils sont mobiles, voyagent, circulent, ce qui chahute nos façons de catégoriser nos rapports à la mort. »

Cependant ce type d'exposition a fait l'objet de controverses en particulier en raison du respect dû aux personnes décédées.

## Histoire
L'exposition Body Worlds a été présentée publiquement pour la première fois à Tokyo en 1995. La première en Europe a eu lieu au Musée national de la technologie et du travail de Mannheim (Allemagne). Et en 2003, il y a eu pour la première fois deux expositions différentes et présentées simultanément dans deux endroits.
À la suite de l'exposition de Francfort en 2004, Gunther von Hagens a annoncé qu'il n'exposerait plus ses œuvres en Allemagne, pourtant cinq ans plus tard, il expose à Heidelberg, en Allemagne, une exposition intitulée Body Worlds & the Cycle of Life. Puis, dès mai 2009, l'exposition est visible à Berlin. Entre-temps, huit expositions sont montrées dans le monde entier, chacune consacrée à un sujet particulier. Dans Le cycle de vie, par exemple, l'anatomiste allemand montre le corps au cours de sa vie : comment il mûrit et se développe, l'évolution de sa santé avec ses maladies, les faits saillants physiologiques et enfin l'affaiblissement. Les œuvres vont de la conception à la vieillesse.
En février 2005, von Hagens plastifie deux éléphants provenant du zoo de Neunkirch. Ces deux œuvres, qui prennent place dans l'exposition Body Worlds, deviennent les plus grands plastinats du monde.
La fascination de Gunther von Hagens pour les mécaniques du corps humain remonte à son enfance : « Lorsque j'avais 8 ans, j'ai pris une porte en fer dans la figure et j'ai dû subir plusieurs transfusions sanguines, explique-t-il. Dès lors, j'ai voulu comprendre le système sanguin et l'anatomie. » Il a commencé son travail à l'université d'Heidelberg en Allemagne dans les années 1970. « J'ai commencé à exposer quand je me suis aperçu que la femme de ménage et le portier s'intéressaient plus à mon travail que mes propres collègues », raconte von Hagens. « Nous réinvestissons 50 % des gains des expositions dans les améliorations de la plastination. Et chaque déménagement d'exposition coûte 300 000 euros », complète Angelina (sa compagne).

## Plastination
La plastination est une méthode de conservation des tissus biologiques. Mise au point en 1977 par Gunther von Hagens, elle se compose de cinq étapes : fixation et dissection anatomique, retrait des graisses et de l'eau, imprégnation forcée, positionnement et conservation (durcissement). Il faut environ un an de travail pour un corps complet. Pour la création de ses œuvres, l'institut de plastination fait appel à des dons de corps, en 2010, le porte-parole de l'institut, Peter Kiefer, affirmait : « Nous avons actuellement 12 000 cadavres enregistrés dans notre programme, ils viennent de partout dans le monde et ont accepté, avant leur mort, d’être ensuite plastinés. Tout cela est légal, bien sûr. »

### Fixation et dissection
- Première étape : une solution chimique, comme le formol (ou autres produits permettant la préservation), est injectée dans les artères afin de tuer toutes les bactéries et contrer la décompositions des tissus. Durée du processus : 3 et 4 heures.
- Ensuite, la dissection commence. La peau, la graisse et les tissus conjonctifs sont retirés afin de préparer la structure anatomique.
- Durée du processus : 500 à 1 000 heures (selon la complexité du spécimen).

### Retrait des graisses et de l'eau
Une fois la dissection achevée, le vrai travail de plastination débute. Dans un premier temps, l'eau et les graisses solubles sont dissoutes du corps grâce à un bain d'acétone froid qui attire les molécules d'eau puis d'acétone chaud pour dissoudre les graisses. L'acétone prend la place de l'eau dans les cellules du corps.

### Imprégnation forcée
Cette troisième étape est la phase centrale de la plastination. Le spécimen est placé dans un bain hermétique de polymère liquide, comme du caoutchouc de silicone, du polyester ou une résine époxy. L'acétone bout à basse température et en s'évaporant il quitte les cellules et y attire le polymère liquide. Durée du processus : 2 à 5 semaines.

### Positionnement des corps
Une fois l’imprégnation terminée, le corps est toujours flexible et peut être positionné à souhait. Chaque structure anatomique est correctement alignée et fixée à l'aide de fils, d'aiguilles, de pinces et de blocs de mousse. Le positionnement nécessite de nombreuses connaissances anatomiques et un sens défini de l'esthétique. Durée du processus : plusieurs semaines voire plusieurs mois.

## Œuvres emblématiques
- Le cavalier sur son cheval cabré

Selon Gunther von Hagens cette œuvre a été inspirée par la sculpture en bronze inachevée de Léonard de Vinci Cheval pour un noble. Le corps humain est celui d'un journaliste qui a demandé que son corps soit donné et préservé. Quant au cheval, il a été donné en privé après avoir été euthanasié pour un membre cassé.
- Le joueur d'échec

Cette œuvre met en évidence le système nerveux et le canal rachidien jusqu'au cerveau. Elle permet d'expliquer l'utilisation et l'entretien du cerveau humain.
- Le cycliste

L'ossature et les muscles du cycliste ont été agrandis.
- Le joueur de basketball

Il montre le fonctionnement des muscles.

## Controverses
Au début, l'activité de Gunther von Hagens n'était pas controversée car elle se déroulait dans le cadre de l'université d'Heidelberg (Allemagne).

### Provenance des corps
En janvier 2004, le journal allemand Der Spiegel accuse l'anatomiste d'être à la tête d'un commerce de macchabées et d'avoir acheté des corps de condamnés à mort chinois. Von Hagens répliqua qu'il ne connaissait pas l'origine des corps et renvoya sept cadavres contestés en Chine. Plus tard, cependant, l'éditeur du magazine a publié une lettre de cessation et de désistement, avec laquelle il s'est engagé à ne pas diffuser ces allégations.

Gunther von Hagens est aussi comparé à un directeur de camp nazis par la presse et certaines personnes telles que le philosophe Pierre Le Coz, vice-président du Comité consultatif national d'éthique : 
« Ce qui me trouble, sur le plan philosophique, c’est que la dernière fois qu’on a utilisé les corps de gens pour faire de l’argent, c’était dans les camps de concentration. Les nazis récupéraient des dents en or, des cheveux, etc. sur les dépouilles mortelles, pour faire de l’argent. On pensait que l’Allemagne en avait fini avec ses vieux démons mais le fait qu’elle ne sanctionne pas Von Hagens... J’aurais aimé une contestation d’ampleur, des mesures juridiques fortes »
En Allemagne, l'Église catholique a demandé l'arrêt du commerce des corps, sans succès. De nombreux pays ont fait voter des lois afin d'interdire la vente illégale de corps et de parties de corps, à l'image du Sénat tchèque, qui a adopté une loi pour lutter contre le commerce illégal de tissus humains et à interdire « la publicité pour le don de cellules et de tissus humains contre de l'argent ou des avantages similaires » en juillet 2008.
Enfin, des experts du commerce international se sont opposés à la façon dont les corps sont importés, car leurs codes de catégorisation (en tant que « collections d'art ») n'exigent pas de timbres ou de certificats de décès des Centres de contrôle des maladies, tous deux obligatoires pour les cadavres médicaux. Dans la plupart des pays, les spécimens humains plastinés sont classés sous le code de classification douanière 97050000.48 dans des collections anatomiques. Ce code des douanes englobe les collections zoologiques, botaniques, minéralogiques ou anatomiques ou objets de ces collections.

### Une exposition controversée

#### Par les politiques et la justice
L'exposition Body Worlds peut être dérangeante voire choquante. Elle provoque de vives réactions de la part d'une partie de la population et notamment de politiques, comme en France, en avril 2009, lorsqu'un juge français a statué, à propos de l'exposition Our Body qui exposait à Paris, que la présentation de cadavres à des fins lucratives était une « violation du respect qui leur était dû » car « le respect dû au corps humain ne cesse pas avec la mort ». Il a de ce fait ordonné la fermeture de l'exposition sous 24 heures et une amende de 20 000 euros pour chaque jour où elle resterait ouverte. Il a enfin ordonné aux autorités de saisir les 17 corps exposés et tous les organes afin de leur donner une sépulture appropriée. Peu après, Gunther Von Hagens a publié un communiqué de presse niant tout lien entre l'exposition chinoise fermée et sa franchise Body Worlds. Des expositions similaires avaient déjà été organisées avec succès à Lyon et à Marseille.

Dans le même esprit, le député François Lefort, condamne l'exposition de Gunther von Hagens qui a lieu à Genève fin 2017 : 
« Faire du profit avec des corps humains, avec des parties de corps humains, est interdit tout simplement. Lorsque l’on commence à vendre des cadavres humains, on n’est pas loin d’accepter que c’est tout à fait normal de vendre des vivants également. Alors que l’on passe notre temps à renforcer les droits humains pour mettre fin à l’esclavage, à la traite des êtres humains, au trafic d’organes, c’est ça qui est en cause ». - François Lefort, député Les Verts, Canton de Genève

#### Par des représentants religieux
Des groupes religieux tels que des représentants de l'Église catholique et des rabbins juifs, se sont opposés à l'exposition de corps et de restes humains. Ils affirmaient que cela était incompatible avec le respect dû au corps des défunts. C'est ce qu'a confirmé l'évêque de Manchester, le révérend Nigel McCullough, en 2007 lors de la venue de l'exposition dans sa ville : « le corps humain, fait à l'image de Dieu, devrait être respecté et non utilisé pour le profit ou le divertissement ». Il a également mis en place un site web de campagne afin d'attaquer le musée qui permet l'entrée gratuite aux moins de 5 ans. Il avait également pour but d'affirmer que l'exposition Body Worlds pourrait entraîner une réduction du don d'organes et de corps à Manchester.

#### La représentation de l'acte sexuel
En 2009, Von Hagens a présenté une nouvelle œuvre lors de l'exposition de Berlin : un homme et une femme durant l'acte sexuel. L'anatomiste est alors accusé de profaner les corps, ce à quoi il répond que les donneurs étaient informés que leur corps servirait à la représentation de l'acte sexuel.

#### Préoccupations éthiques
Dans une analyse éthique, Thomas Hibbs, professeur d'éthique et de culture à l'Université Baylor, compare l'exposition de Gunther von Hagens à de la pornographie, en réduisant le sujet à « la manipulation de parties du corps dépourvues de signification humaine ». Mais selon lui, Body Worlds est malheureusement parfaitement adapté à notre culture qui a une fascination morbide des corps.

## Expositions

### Expositions permanentes
Il existe six expositions permanentes de Body World : 
- Decoded] à San José (États-Unis)
- Menschen Museum à Berlin (Allemagne)
- Plastinarium à Guben (Allemagne)
- The happiness project à Amsterdam (Pays-Bas)
- Anatomy of Happinness à Heidelberg (Allemagne)
- RX à Tolendo (États-Unis)

### Expositions itinérantes
- 1995 - Tokyo (Japon)
- 1997/1998 - 30 octobre au 1er mars - Mannheim (Allemagne) : Körperwelten (Les Mondes des corps).
- 1999 - Bâle (Suisse).
- 1999 - 30 avril au 31 août - Vienne (Autriche)
- 1999/2000 - 14 septembre au 5 janvier - Basel (Suisse)
- 2000 - 12 février au 31 juillet - Cologne (Allemagne)
- 2000 / 2001 - 5 août au 28 janvier - Orbenhausen (?)
- 2001 - 10 février au 2 septembre - Berlin (Allemagne)
- 2003 - 11 mars au 19 mars - Stuttgart (Allemagne)
- 2003 - 22 février au 11 août - Munich (Allemagne)
- 2003/2004 - 30 août au 4 janvier - Hambourg (Allemagne)
- 2004 - 16 janvier au 13 juin - Francfort (Allemagne)
- 2008 - Lyon (France).
- 2008 - Mars (France).
- 2009 - Paris (France).
- 2009 - 10 janvier au 26 avril - Heidelberg (Allemagne)
- 2009 - 7 mai au 30 août - Berlin (Allemagne)
- 2009 - 6 juin au 13 septembre - Augsburg (Allemagne)
- 2009 / 2010 - 11 septembre au 28 février - Zurich (Suisse)
- 2009 / 2010 - 19 septembre au 21 mars- Cologne (Allemagne)
- 2010 - 5 février au 25 mai - Brême (Allemagne)
- 2010 - 26 mars au 29 août - Offenbach-sur-le-Main (Allemagne)
- 2010 - 4 juin au 29 août - Leipzig (Allemagne)
- 2010 - 11 juin au 17 décembre - Istanbul (Turquie)
- 2011 - 27 avril au 14 août - Berlin (Allemagne)
- 2012 - 26 août au 2 janvier - Basel (Suisse)
- 2012 - 29 juin au 30 septembre - Ludwigsburg (Allemagne)
- 2013 - 13 mars au 11 août - Vienne (Autriche)
- 2013 - 14 juin au 1er septembre - Rostock (Allemagne)
- 2013 2014 - 30 août au 30 mars - Bochum (Allemagne)
- 2014 - 24 janvier au 4 mai - Dresde (Allemagne)
- 2014 - 10 avril au 31 mai et du 12 juin au 5 octobre - Munich (Allemagne)
- 2014 - 16 mai au 15 octobre - Hambourg (Allemagne)
- 2014 /2015 - 25 octobre au février - Nürnberg (Allemagne)
- 2015 - 20 février au 7 juin - Linz - (Autriche)
- 2015 - 2 juillet au 13 septembre - Saarbrücken (Allemagne)
- 2015 / 2016 - 18 juin au 5 février - Mainz (Allemagne)
- 2016 - 2 juin au 3 juillet - Ravensburg (Allemagne)
- 2016 / 2017 - 30 novembre - 20 mai - Stuttgart (Allemagne)
- 2017 - 2 juin au 10 septembre - Graz (Autriche)
- 2017 / 2018 - septembre à janvier - Genève (Suisse) : Body World : Le cycle de la vie[9].
- 2018 - 16 février au 13 mai - Regensburg (Allemagne)
- 2018 - 23 avril au 13 juin - Auckland (Australie) : Vital.
- 2018 - 9 mai au 2 septembre - Osnabrück (Allemagne) : The story of your heart.
- 2019 -17 mai au 25 aout 2019 - Freiburg (Allemagne) : Körperwelten

### Animaux
Gunther von Hagens travaille également sur des animaux :  

#### Exposition permanente
- Richmond (États-Unis) : Animal inside out - ouverture en mai 2018

#### Exposition itinérante
- 2010 - 19 mars au 20 juin - Neunkirchen (Allemagne)
- 2010 - 2 juillet au 1er novembre - Mannheim (Allemagne)
- 2010 / 2011 - 17 novembre au 4 avril - Vienne (Autriche)
- 2011 / 2012 - 15 octobre au 15 mars - Francfort-sur-le-Main (Allemagne)
- 2012 / 2013 - 5 octobre au 13 janvier - Gossau (Suisse)
- 2014 - 19 juin au 18 septembre - Ludwigsburg (Allemagne)
- 2014 / 2015 - 7 novembre au 25 février - Bochum (Allemagne)
- 2016 - 16 janvier au 10 avril - Brunswick (Allemagne)
- 2018 - 11 juin au 23 septembre - Lisbonne (Portugal) : Animal inside out